# تیره (زرندیه)
تیره روستایی در دهستان علیشار بخش خرقان شهرستان ساوه _ زرندیه استان مرکزی ایران است.

## جمعیت
بر پایه سرشماری عمومی نفوس و مسکن در سال ۱۳۹۵ جمعیت این روستا ۱۹۸ نفر (۶۵خانوار) بوده‌است.